# Rechnungshof

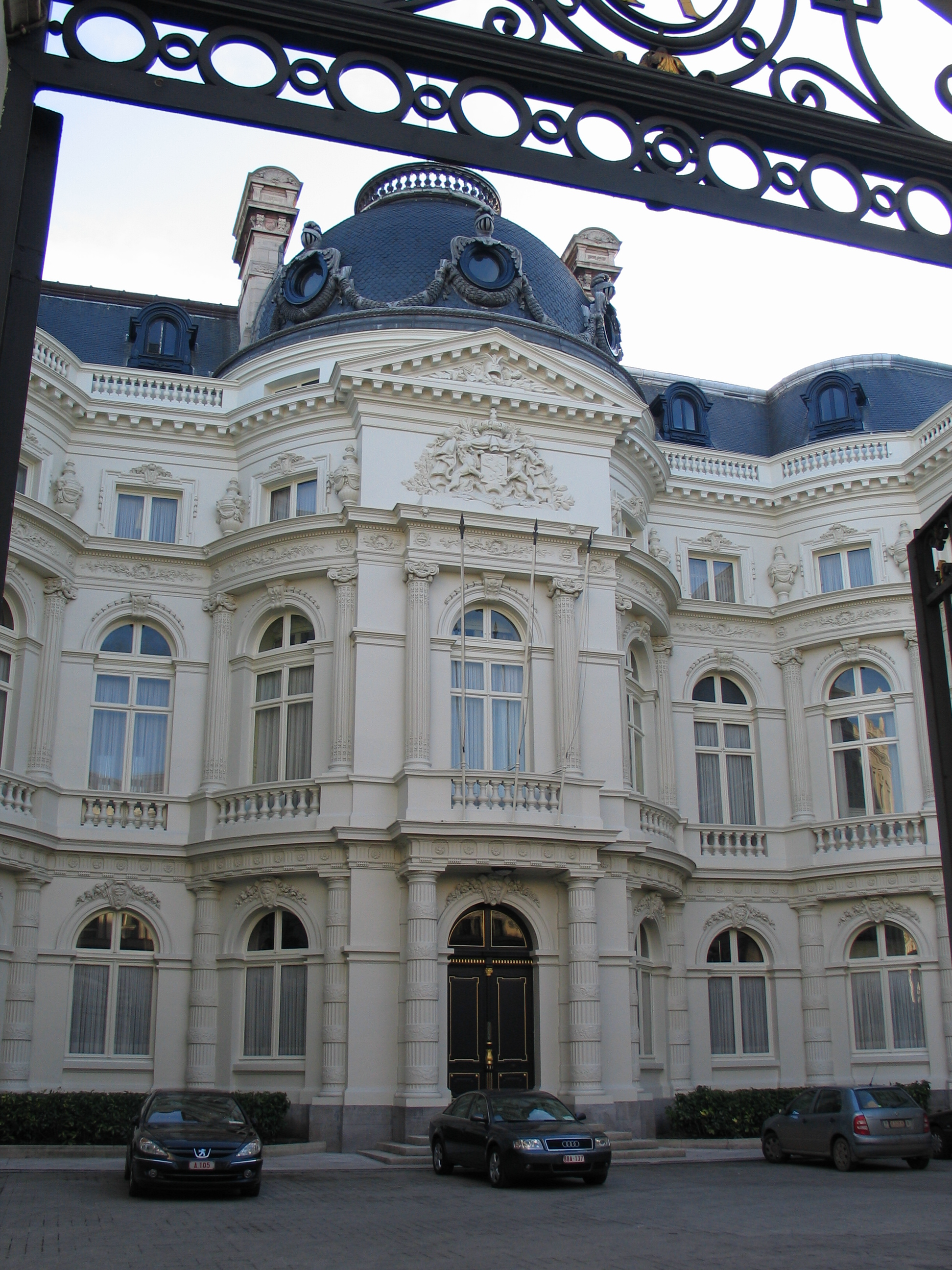
Der Rechnungshof in Brüssel

Ein Rechnungshof ist ein von der Regierung unabhängiges, nur dem Gesetz unterworfenes Organ der Finanzkontrolle, dessen Aufgabe es ist, die Haushalts- und Wirtschaftsführung der öffentlichen Verwaltung auf Ordnungsmäßigkeit (d. h. Einhaltung der formellen und materiellen Rechtsvorschriften) und Wirtschaftlichkeit zu überprüfen (Rechnungsprüfung). In der Regel berichten sie dem jeweiligen Parlament (und der Regierung). Rechnungshöfe existieren in vielen demokratischen Staaten in oft ähnlicher Form.

## Deutschland

### Allgemeines
Die Rechnungshöfe nehmen im Staatsgefüge eine Sonderstellung ein. Ihre genaue Einordnung in das klassische System der Gewaltenteilung ist umstritten. In der Rechts- und Staatswissenschaft werden hierzu „alle denkbaren Einordnungen, nämlich als Teil der Legislative, der Exekutive, der Judikative sowie als vierte Gewalt oder Institution sui generis vertreten“. Im Ergebnis unterscheiden sie sich in ihren Aufträgen und ihrem Wirken jedoch wesentlich von den klassischen drei Gewalten. Eine Einordnung als „vierte Gewalt“ erscheint jedoch schwierig, da das Grundgesetz (GG)  in Art. 20 Abs. 3 explizit von einer Dreiteilung der Staatsgewalt ausgeht. Die Deutschen Rechnungshöfe werden heute daher überwiegend in einer „Sonderstellung zwischen den Gewalten“ (von Exekutive und Legislative) gesehen.
Ebenso ist die Einordnung der Rechnungshöfe als Verfassungsorgane umstritten. Sie unterstehen, auch hinsichtlich ihrer Verwaltung jenseits der unabhängigen Prüfungstätigkeit, keiner Aufsicht, sondern nur ihrem Präsidenten. Im jeweiligen Bundes- bzw. Landeshaushaltsplan sind sie in der Regel keinem Ministerium zugeordnet, sondern besitzen einen eigenen „Einzelplan“. Die Rechnungshöfe besitzen Geschäftsordnungsautonomie und sind nach umstrittener Ansicht im Organstreitverfahren parteifähig. Diese Privilegien werden ansonsten nur Verfassungsorganen zu teil. Diese Einordnung als Verfassungsorgan wird teilweise mit Hinweis auf den fehlenden gestaltenden Einfluss auf das Verfassungsleben abgelehnt. Diesen besitzen jedoch beispielsweise zahlreiche Staatsoberhäupter (die zweifelsfrei Verfassungsorgane sind) ebenfalls nicht.
Rechnungshöfe sind (wie andere Verfassungsorgane) mitgliedschaftlich organisiert. Mitglieder sind in der Regel der Präsident, der Vizepräsident, die Abteilungen und manchmal auch die Prüfgebietsleiter. Gemeinsam bilden diese Kollegialorgane, in denen die wichtigsten Entscheidungen getroffen werden (vergleichbar mit den Spruchkörpern von Gerichten). Die Mitglieder des Rechnungshofes besitzen in der Regel richterliche Unabhängigkeit. Zuständig für disziplinarrechtliche und dienstrechtliche Gerichtsverfahren (gegen) Mitglieder ist dann regelmäßig das Richterdienstgericht bzw. das Dienstgericht des Bundes zuständig.
Rechnungshöfe wählen frei die Gegenstände ihrer Prüfung. Sie beanstanden Verstöße gegen geltendes Recht oder mangelnde Sparsamkeit und Wirtschaftlichkeit. Zudem machen sie Vorschläge, wie diese Mängel beseitigt werden könnten. Eine Weisungsbefugnis, die beanstandeten Mängel abzustellen, haben die Rechnungshöfe gegenüber den geprüften Stellen nicht, wenngleich ihren Feststellungen große faktische und politische Bedeutung zukommen.
Bei den Prüfungsanordnungen, Auskunftsverlangen und Prüfungsmitteilungen der Rechnungshöfe handelt es sich zwar um hoheitliche Maßnahmen, ob es sich jedoch  um Verwaltungsakte handelt, wird sowohl in Rechtsprechung als auch in Literatur uneinheitlich beantwortet.
Über die Entlastung der Regierung beschließt der Bundestag bzw. der jeweilige Landtag, nachdem der jeweilige Rechnungshof die Rechnungslegung geprüft und dem Parlament (und der Regierung) seinen jährlichen Bericht übermittelt hat.

### Bundesrechnungshof
Für den Bereich des Bundes wurde hierfür der Bundesrechnungshof (BRH) errichtet, der seinen Sitz in Bonn (früher Frankfurt am Main) hat. Historischer Vorläufer des BRH ist der Rechnungshof des Deutschen Reiches.

### Landesrechnungshöfe
In den Ländern gibt es jeweils eigene Landesrechnungshöfe (LRH) als oberste Landesbehörden:
- Rechnungshof Baden-Württemberg in Karlsruhe,
- Bayerischer Oberster Rechnungshof in München,
- Rechnungshof von Berlin,
- Landesrechnungshof Brandenburg in Potsdam,
- Rechnungshof der Freien Hansestadt Bremen in Bremen,
- Rechnungshof der Freien und Hansestadt Hamburg in Hamburg,
- Hessischer Rechnungshof in Darmstadt,
- Landesrechnungshof Mecklenburg-Vorpommern in Schwerin und Neubrandenburg,
- Niedersächsischer Landesrechnungshof in Hildesheim,
- Landesrechnungshof Nordrhein-Westfalen in Düsseldorf,
- Rechnungshof Rheinland-Pfalz in Speyer,
- Rechnungshof des Saarlandes in Saarbrücken,
- Sächsischer Rechnungshof in Döbeln,
- Landesrechnungshof Sachsen-Anhalt in Dessau,
- Landesrechnungshof Schleswig-Holstein in Kiel,
- Thüringer Rechnungshof in Rudolstadt.

### Kommunale Rechnungsprüfungsämter
Behörden mit vergleichbaren Aufgaben auf kommunaler Ebene heißen Rechnungsprüfungsämter.

## Österreich
Die Rechnungshöfe sind in Österreich unabhängige Organe des Nationalrates und der Landtage. Ihnen obliegt die Überprüfung der Gebarung, also der finanziell wirksamen Tätigkeit, des Bundes respektive der Länder sowie der Gemeinden über 10.000 Einwohner. Auch Unternehmungen, Stiftungen, Fonds und Körperschaften, an denen die öffentliche Hand mindestens zu  50 % beteiligt ist, sind verpflichtet, sich auf seine Aufforderung seiner Prüfung zu stellen.
- Rechnungshof – der Bundesrechnungshof (RH)
- die Landesrechnungshöfe (LRH; historisch aus den Landeskontrollämtern LKA entstanden)

## Schweiz

### Bund
Auf Bundesebene gibt es in der Schweiz die Eidgenössische Finanzkontrolle, kurz EFK. Sie ist administrativ dem Eidgenössischen Finanzdepartement beigeordnet und damit, anders als in Deutschland oder Frankreich, keine der obersten, neben der Exekutive, der Legislative und der Judikative stehenden Staatseinrichtungen.
Sie wurde 1877 als Kontrollbureau gegründet, wobei schon seit 1852 der Posten eines ständigen Revisors existierte. Als sie 1882 mit dem Gesetz zur Reorganisation des Finanzdepartementes auf eine explizite gesetzliche Grundlage gestellt wurde, erhielt sie den heutigen Namen. Seit Inkrafttreten am 1. Januar 1968 gibt es mit dem Finanzkontrollgesetz ein eigenes Gesetz für die EFK, welches deren Kompetenzen erweitert hat. Auslöser hierfür war die Mirage-Affäre. Heute beschäftigt sie knapp hundert Angestellte.

### Kantone
Eigene, verwaltungsunabhängige und damit dem außerschweizerischen (deutschen und französischen) System näherstehende Rechnungshöfe, Cours des comptes genannt, kennen die Kantone Genf und Waadt. Der waadtländische Rechnungshof wurde 2003 im Rahmen der neuen Kantonsverfassung von 2002 (Art. 166) eingeführt, worauf die Genfer 2005 ihre damalige Verfassung (Art. 141, in Kraft seit 2006; in der neuen Kantonsverfassung von 2012 Art. 128–131) ebenfalls dahingehend abänderten und einen Rechnungshof etablierten. In der Waadt werden die fünf Mitglieder des Rechnungshofs durch den Großen Rat, also das Kantonsparlament, gewählt; in Genf hingegen bestimmt das Volk die sechs Mitglieder in direkter Wahl.
Die anderen Kantone und viele größere Gemeinden verfügen ebenfalls über von der Regierung fachlich unabhängige, teils aber der Verwaltung angegliederte Finanzaufsichtsbehörden. In der Regel heißen sie wie auf Bundesebene Finanzkontrolle, teils auch Finanzinspektorat.

## Liechtenstein
Die Finanzkontrolle des Fürstentums Liechtenstein ist eine Kontrollinstanz des Landtages und als relativ selbständige und unabhängige Einrichtung erst seit 2010 etabliert.

## Frankreich
Der Cour des comptes ist der französische Rechnungshof und mit seiner bis auf 1318 zurückgehenden Geschichte einer der ältesten Rechnungshöfe der Welt und eine der ältesten bis heute existierenden Institutionen des französischen Zentralstaates. Dabei hat bereits Artikel 15 der französischen Erklärung der Menschen- und Bürgerrechte von 1789 eine Rechenschaftspflicht vorgesehen.

## Griechenland
Der griechische Rechnungshof wurde 1833 nach französischem Vorbild geschaffen. Sein Mandat leitet sich aus der Verfassung ab. Er ist Teil der Judikative und hat als Oberstes Finanzgericht das Recht auf Verhängung von Sanktionen. Seine Aufgaben sind: Rechnungsprüfung und Berichterstattung, Beratung, Rechtsprechung. Zusätzlich zur traditionellen Überprüfung der öffentlichen Haushalte kontrolliert er auch die Verwendung von 'Gemeinschaftsmitteln’ (Mitteln der EU) im Bereich der Gemeinsamen Agrarpolitik und der Strukturfonds (siehe auch InVeKoS).

## Italien
Der Rechnungshof der Italienischen Republik hat sowohl kontrollierende als auch rechtsprechende Funktionen. Insbesondere kontrolliert er die Bestimmungen, welche vom Ministerrat erlassen werden, und die Haushaltsführung des Staates und spricht Recht in den Bereichen der Buchhaltung, Finanzverwaltung und Pensionen.

## Norwegen
Der Rechnungshof von Norwegen ist das wichtigste Organ, dass dem Nationalparlament Storting zur Kontrolle der Regierung zur Verfügung steht. Er überprüft die verschiedenen staatlichen Einrichtungen und ist dazu verpflichtet, sowohl das Parlament, wie auch die staatliche Verwaltung und die Öffentlichkeit über die Ergebnisse zu informieren.

## Vereinigtes Königreich
Im Vereinigten Königreich wird die Funktion des Rechnungshofes vom National Audit Office (NAO) mit Sitz in London wahrgenommen.

## Europäische Union
Die Finanzkontrolle bei der Europäischen Union (EU) erfolgt durch den seit 1975 bestehenden Europäischen Rechnungshof (EuRH). Seine Aufgabe ist die Überprüfung der Rechtmäßigkeit und ordnungsgemäßen Mittelverwendung der EU-Institutionen. Sitz des Rechnungshofes ist Luxemburg.

## Russland
Eine Vorgängerbehörde des seit 1993 bestehenden Rechnungshofes der Russischen Föderation (Счётная палата Российской Федерации) war von 1811 bis 1918 die Staatliche Kontrolle des Russischen Reiches (Государственный контроль Российской империи).

## Israel
Eine dem Rechnungshof vergleichbare Aufgabe übernimmt in den Israel der Staatskontrolleur, allerdings mit sehr viel weitreichenderen Kompetenzen.

## Vereinigte Staaten
Die Aufgabe eines Rechnungshofes übernimmt in den Vereinigten Staaten das Government Accountability Office (GAO). Es stellt ein überparteiliches Untersuchungsorgan des Kongresses der Vereinigten Staaten dar und übernimmt zusätzlich zur Funktion eines Rechnungshofes auch Aufgaben, die in Deutschland bei der Vergabekammer des Bundes beim Bundeskartellamt angesiedelt sind. Dem GAO steht der Comptroller General of the United States vor.